# 贝基芒
贝基芒是巴西马拉尼昂州的一个市镇。总面积768.957平方公里，总人口20038人，人口密度26.1人/平方公里。